# Johann Ludwig Schnell
Johann Ludwig Schnell (* 15. Juli 1781 in Burgdorf; † 10. Mai 1859 ebenda) war ein Schweizer Politiker, der in der Regenerationszeit zeitweise eine führende Rolle in der liberalen Bewegung im Kanton Bern spielte.

## Leben
Johann Ludwig Schnell war der älteste von drei Söhnen («Gebrüder Schnell», →Karl Schnell, →Hans Schnell) des Burgdorfer Juristen Johann Schnell (1751–1827), der sich im Kanton Bern als Anhänger der Helvetischen Republik einen Namen in der liberalen Bewegung gemacht hatte. In den Fussstapfen seines Vaters wurde Johann Ludwig Schnell in Burgdorf Amtsschreiber und Stadtschreiber.
Als Anhänger der liberalen Bewegung und Stadtschreiber überzeugte er den Stadtrat von Burgdorf am 15. Oktober 1830 unter dem Eindruck der Julirevolution in Frankreich vergeblich, von der Berner Regierung eine Verfassungsrevision zu verlangen. Am 3. Dezember 1830 veranstaltete er in Burdorf eine Versammlung der Anhänger der Liberalen, die den Anstoss zum liberalen Umsturz im Kanton Bern gab. 1831 war er Mitglied im Verfassungsrat des Kantons Bern. Danach trat er politisch hinter seinen Brüdern zurück.